# Teutrone
Teutrone (en grec antic Τευθρώνη) és el nom d'una antiga ciutat de Lacònia situada a la part occidental del Golf de Lacònia a uns 150 estadis del Cap Matapan.
Es deia que l'havia fundat un atenenc anomenat Teutres (Τεύθρας). A la ciutat es venerava especialment a Àrtemis Issoria, i tenia una font anomenada Naia, segons Pausànias. També diu que a la seva època formava part de l'Eleutero-Lacònia, una agrupació de ciutats espartanes lliures fundada per August. En parla també Claudi Ptolemeu.